# Дмитриевка (Искитимский район)
Дмитриевка — упразднённый посёлок в Искитимском районе Новосибирской области. На момент упразднения входил в состав Усть-Чёмского сельсовета. Исключен из учётных данных в 1970 году.

## География
Посёлок располагался на ручье Лесной притоке реки Ичок, в 4 км (по прямой) к юго-востоку от села Мосты.

## История
Посёлок был основан в 1910 году. В 1928 году посёлок Дмитриевский состоял из 57 хозяйств. В административном отношении входил в состав Мостовского сельсовета Легостаевского района Новосибирского округа Сибирского края.
Решением Новосибирского облисполкома от 20.07.1970 г. № 505 посёлок исключен из учётных данных как фактически не существующий.

## Население
По переписи 1926 г. в поселке проживало 287 человек (142 мужчин и 145 женщин), основное население — украинцы